# Понтинвреа
Понтинвреа (итал. Pontinvrea) — коммуна в Италии, располагается в регионе Лигурия, в провинции Савона.
Население составляет 881 человек (2008 г.), плотность населения составляет 35 чел./км². Занимает площадь 25 км². Почтовый индекс — 17042. Телефонный код — 019.
Покровителем коммуны почитается святой Лаврентий, празднование 10 августа.

## Демография
Динамика населения:

## Администрация коммуны
- Официальный сайт: https://web.archive.org/web/20070205070237/http://www.pontinvrea.com/